# Turzyca rozsunięta
Turzyca rozsunięta (Carex divulsa Stokes) – gatunek byliny z rodziny ciborowatych. Występuje na obszarach od północno-zachodnich obrzeży Afryki, poprzez niemal całą Europę po środkową Azję. W Polsce gatunek ma bardzo rozproszone, pojedyncze stanowiska. Brak go na południowym zachodzie i południowym wschodzie.

## Morfologia

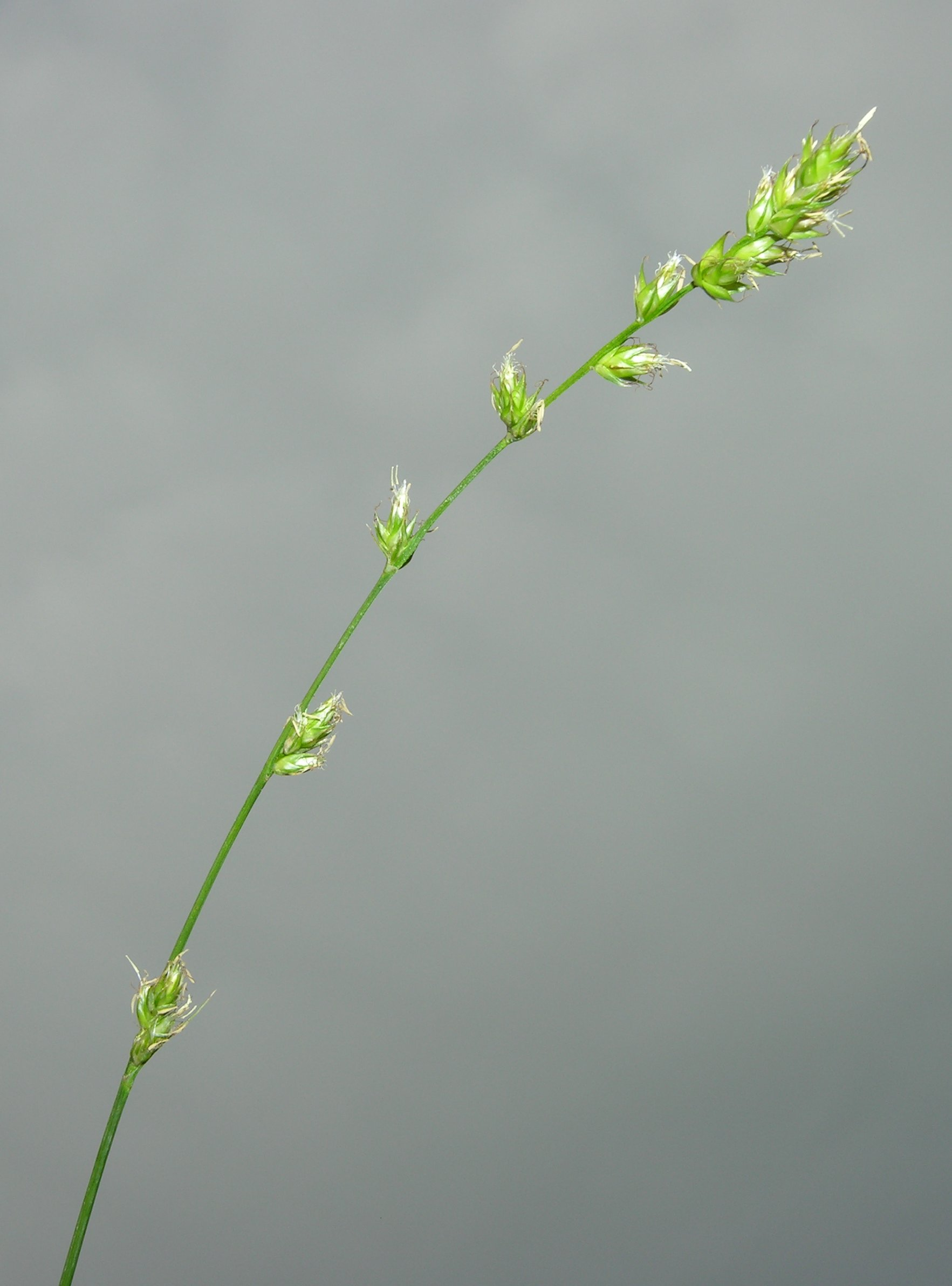
Kwiatostan

PokrójRoślina trwała, kępkowa, wysokości do 1 m.
ŁodygaŁodyga cienka, dłuższa od liści, wzniesiona lub przewisająca.
LiścieLiście o szerokości 2-3 mm. Ujście pochwy naprzeciw blaszki liściowej prosto ucięte, na brzegu zgrubiałe.
KwiatyZebrane w kłosy, przy czym kwiaty pręcikowe (męskie) znajdują się u ich szczytu, kwiaty słupkowe (żeńskie) znajdują się poniżej. W każdym kwiatostanie 6–8 kłosków zajmujących w sumie 5–8 cm długości łodygi, przy czym dolne kłoski są od siebie wyraźnie oddalone. Kwiaty wyrastają w kątach białawych przysadek. Kwiaty żeńskie ze słupkiem zakończonym dwoma znamionami. Kwitnie w maju i czerwcu.
OwoceOrzeszek otoczony pęcherzykiem. Pęcherzyk zielony, gładki (bez widocznych nerwów), o 3,5–4 mm długości, zakończony wyraźnym, na szczycie dwuzębnym dzióbkiem. Z przodu wypukły, z tyłu płaski.

## Biologia i ekologia
Występuje w lasach liściastych. 

## Zmienność
Wyróżniane są dwa podgatunki:
- Carex divulsa subsp. divulsa – podgatunek typowy, występuje w całym zasięgu gatunku,
- Carex divulsa Stokes subsp. leersii (Kneuck.) W. Koch Mitt. Bad. Landesvereins Naturk. Naturschutz Freiburg 11:259. 1923 – występuje w Europie środkowej, od Francji na zachodzie, po południową Norwegię na północy, Litwę i zachodnią Ukrainę na wschodzie i sięga po północną Grecję na południu.

Prawdopodobnie tworzy mieszańce z turzycą rzadkokłosą (Carex remota), zajęczą (C. leporina) i ściśnioną (C. spicata).

## Zagrożenia i ochrona
Gatunek w Polsce zagrożony z powodu bardzo nielicznego występowania i przekształcania siedlisk. Objęty prawną ochroną gatunkową od 2004 r. Umieszczony na Czerwonej liście roślin i grzybów Polski (2006) w kategorii R (rzadki - potencjalnie zagrożony). W wydaniu z 2016 roku otrzymał kategorię VU (narażony).